# El Llano Béisbol Club
El Llano Béisbol Club es un equipo de béisbol de Gijón (Asturias) perteneciente a la Liga Nacional de España de béisbol, donde compite en la Primera División. Su nombre viene de la denominación del colegio público El Llano, donde estudiaban la mayoría de sus fundadores, en el popular barrio de Gijón del mismo nombre (El Llano), donde nació el club.

## Historia
El club fue fundado en 1986 por varios amantes de este deporte, ascendiendo su equipo absoluto rápidamente a la máxima categoría del béisbol en España. Poco a poco fue incorporando categorías inferiores, y en la actualidad tiene equipos en alevines, infantiles, cadetes, juveniles y sóftbol (femenino).
En 2002 el equipo ascendió a División de Honor después de proclamarse campeón de Primera División A, apoyado por el jugador Jon Lauderdale, que provenía de la Universidad de San José (California) y se mantuvo en la máxima categoría hasta la temporada 2010, en la que descendió de División de Honor a Primera División A. Tras una temporada en Primera División A, la 2011, el equipo retornó a División de Honor la temporada 2012.
Las mejores temporadas de este equipo han sido las de 2007, en la que se cosecharon grandes victorias contra equipos como Club de béisbol y softbol Sant Boi, y la de 2008, en la que se clasificó en cuarto lugar y en la que ganó el único título nacional que ostenta en la actualidad, la Copa de Su Majestad el Rey de España.

### Diablos
Diablos fue un equipo de veteranos y de fogueo de jóvenes valores del primer equipo que compitió entre 1994 y 2003. Filial de El Llano, disputó la Liga Asturiana de béisbol así como la difunta Liga Asturgallega en 2001.

## Uniforme
Uniformidad oficial:
- Como local
  - Chaquetilla blanca, pantalón blanco, sudadera verde-negra, medias verdes y gorra verde.
- Como visitante
  - Chaquetilla verde, pantalón gris, sudadera verde-negra, medias verdes y gorra verde.

## Rivalidades
Su principal rival a nivel regional es el CBS San Lázaro, de Oviedo, aunque en la ciudad de Gijón siempre ha habido bastante expectación con sus enfrentamientos, en todas las categorías, con el Club Junior.

## Palmarés

### Torneos nacionales
- 1 Copa del Rey de Béisbol: 2008.

## Canal de Youtube
- El Llano TV